# Altotonga
Altotonga är en kommunhuvudort i Mexiko.   Den ligger i kommunen Altotonga och delstaten Veracruz, i den sydöstra delen av landet, 200 km öster om huvudstaden Mexico City. Altotonga ligger 1 895 meter över havet och antalet invånare är 15 800.
Terrängen runt Altotonga är kuperad åt nordväst, men åt sydost är den bergig. Runt Altotonga är det ganska tätbefolkat, med 129 invånare per kvadratkilometer. Närmaste större samhälle är Teziutlan, 13,3 km väster om Altotonga. I omgivningarna runt Altotonga växer i huvudsak städsegrön lövskog.